# Wiktor Jakubowski

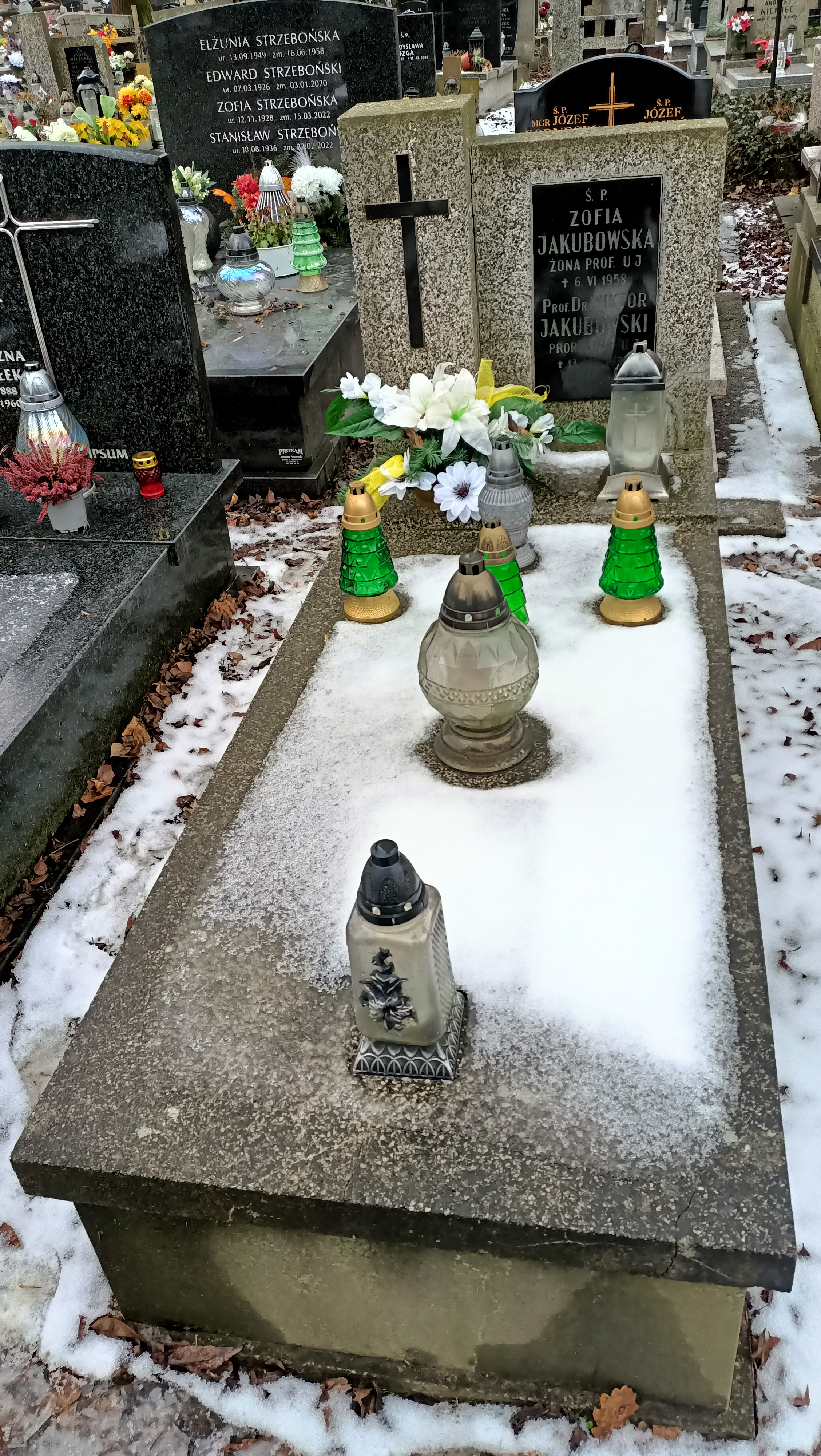
Grób Wiktora Jakubowskiego na Cmentarzu Rakowickim w Krakowie.

Wiktor Jakubowski (ur. 5 grudnia 1896 w Rydze, zm. 13 sierpnia 1973 w Krakowie) – polski filolog, historyk literatury i kultury rosyjskiej, autor pierwszych powojennych podręczników do nauki języka rosyjskiego, tłumacz, organizator życia naukowego, twórca powojennej rusycystyki na Uniwersytecie Jagiellońskim. Profesor zwyczajny UJ.

## Życiorys
Urodził się w rodzinie polskiego nauczyciela gimnazjalnego i docenta Politechniki Ryskiej Władysława Jana Jakubowskiego oraz Rosjanki, Wiery z domu Orda, córki prawosławnego duchownego Charisima Ordy, późniejszego biskupa Ireneusza. Do roku 1915 rodzina mieszkała w Rydze, następnie w Moskwie (do 1917) i Kijowie (do 1921).
Początkowo uczył się w domu, potem w 8-klasowym gimnazjum klasycznym w Rydze, które ukończył w 1914 roku z wyróżnieniem (złotym medalem). W latach 1914–1918 studiował romanistykę na Wydziale Historyczno-Filozoficznym Imperatorskiego Uniwersytetu Piotrogrodzkiego, którą ukończył uzyskaniem tytułu kandydata nauk filologicznych (odpowiadającego wówczas polskiemu magisterium) na podstawie rozprawy Elementy celtyckie w powieściach cyklu Okrągłego Stołu. Był poliglotą; oprócz polskiego i rosyjskiego (w odmianie petersburskiej), które były jego językami ojczystymi, biegle władał ukraińskim, angielskim, niemieckim i francuskim, posługiwał się hiszpańskim, włoskim, rumuńskim, czeskim, słowackim i bułgarskim, posiadał gruntowną znajomość greki, łaciny, znał sanskryt.
W roku 1921 przeniósł się do Polski. Zamieszkał w Warszawie. Dzięki doskonałej znajomości języków obcych pracował jako urzędnik, tłumacz, redaktor m.in. w Spółce Akcyjnej Polski Lloyd, Ministerstwie Robót Publicznych, miesięczniku naukowo-literackim „Przegląd Współczesny”, współpracował z Instytutem Bałtyckim w Gdyni oraz czasopismem „Jantar”. Prywatnie udzielał lekcji języka rosyjskiego oraz przygotowywał wielki słownik polsko-rosyjski i rosyjsko-polski. Okupację spędził w Warszawie, gdzie brał udział w tajnym nauczaniu. W roku 1944, po upadku powstania warszawskiego, w którego trakcie stracił niemal kompletne materiały do swego słownika, wyjechał z żoną Zofią do Krakowa.
1 marca 1945 został zatrudniony na Uniwersytecie Jagiellońskim jako tłumacz i lektor języka rosyjskiego, z czasem zlecono mu wykłady z literatury rosyjskiej. Równolegle nauczał języka rosyjskiego na Wydziałach Politechnicznych AGH, w Wyższej Szkole Nauk Społecznych, Akademii Handlowej, literaturę rosyjską wykładał w Państwowej Wyższej Szkole Pedagogicznej.
W 1947 Rada Wydziału Humanistycznego UJ nostryfikowała jego piotrogrodzki dyplom kandydata nauk jako doktorski, dzięki czemu w 1948 otrzymał stanowisko zastępcy profesora, po czym objął nowo powstającą, a właściwie reaktywowaną Katedrę Historii Literatury Rosyjskiej UJ. Działająca w ramach Studium Słowiańskiego katedra ta – razem z Katedrą Języków Ruskich, kierowaną przez prof. Jana Janowa – jako druga w powojennej Polsce (po wrocławskiej) kształciła filologów o specjalności rusycystycznej. W 1953 z połączenia obu katedr utworzono zespołową Katedrę Filologii Rosyjskiej, którą powierzono Wiktorowi Jakubowskiemu. W 1954 został profesorem nadzwyczajnym, w 1962 – profesorem zwyczajnym. Prócz kierowania katedrą piastował funkcję prorektora UJ (1958–1962), dziekana Wydziału Filologicznego UJ (1964–1966), kierownika Studium Zaocznego Filologii Rosyjskiej UJ (1965). W 1967 przeszedł na emeryturę, nadal jednak prowadził wykłady i kontynuował pracę naukową.
Wiktor Jakubowski uważany jest za właściwego organizatora powojennej rusycystyki krakowskiej. Był nauczycielem i mistrzem kilkuset absolwentów UJ i WSP, promotorem 11 doktoratów: Zofii Dziechciaruk, Stelli Goldgart, Janusza Henzla, Ewy Korpały-Kirszak, Ryszarda Łużnego, Władysława Piotrowskiego, Ewy Sławęckiej, Józefa Smagi, Lucjana Suchanka, Jadwigi Szymak-Reiferowej, Jadwigi Urbańskiej-Śliszowej. Jego wpływ na kształt krakowskiej rusycystyki, a pośrednio także wschodniej slawistyki, jest trudny do przecenienia.
Działalność naukowa Wiktora Jakubowskiego rozwijała się w kilku kierunkach. Po ukończeniu studiów romanistycznych miał być „pozostawiony przy uniwersytecie dla przygotowania do objęcia stanowiska profesora”, czemu przeszkodziły – i co ostatecznie odsunęły prawie o 30 lat – wydarzenia związane z rewolucją październikową. Regularną pracę naukową, popularnonaukową, wydawniczą i dydaktyczną podjął dopiero w wieku ok. 50 lat jako pracownik UJ. Zajmował się zarówno tłumaczeniem literatury pięknej (kilka nowel Lwa Tołstoja przełożył i wydał jeszcze przed wojną), pisaniem pierwszych powojennych podręczników szkolnych do nauki języka rosyjskiego, częściowo odtworzył i wydał – również będący pierwszym po 1945 roku – dwutomowy Słownik rosyjsko-polski i polsko-rosyjski. Podstawową jednak dziedziną jego twórczości naukowej było badanie literatury rosyjskiej, szczególnie staroruskiej, oświeceniowej i XIX-wiecznej. Nie ulegał modom metodologicznym (strukturalizm, semiotyka) i nie poddawał się wpływom ideologicznym (wulgarny socjologizm); „cenił zawsze i niezmiennie konkretny historycznoliteracki fakt, rozumienie kolorytu epoki”, interesował się literaturą „od strony nie tyle immanentnych wartości artystycznych, co walorów poznawczych, prawdy społeczno-obyczajowej bądź psychologicznej, powiązań i uwarunkowań czy relacji zewnętrznych – z rzeczywistością polityczną, procesem dziejowym, historią myśli filozoficzno-społecznej, życiem religijnym oraz duchowością”. Do jego największych osiągnięć należą: tłumaczenie i fundamentalne opracowanie filologiczno-historyczno-kulturologiczne Żywota protopopa Awwakuma (1972); 7 edycji dzieł pisarzy rosyjskich wraz z monograficznymi opracowaniami w serii II Biblioteki Narodowej (Afanasij Nikitin, Aleksandr Radiszczew, Aleksandr Gribojedow, Michaił Lermontow, Nikołaj Leskow); podręczniki (antologie z opracowaniami) do literatury XVII i XVIII w., opracowanie rozdziałów dotyczących literatury staroruskiej i XVIII-wiecznej w Historii literatury rosyjskiej pod red. Mariana Jakóbca.
Zmarł w Krakowie, pochowany na cmentarzu Rakowickim w Krakowie (kwatera L-58-15).

## Publikacje
Bibliografia prac W. Jakubowskiego za lata 1926–1973 zestawiona została przez Ryszarda Łużnego i obejmuje 109 pozycji, w tym, jak wylicza Łużny: „3 podręczniki uniwersyteckie i 8 szkolnych (nie licząc książek do nauczania języka), 2 słowniki, 11 książek o charakterze opracowań monograficznych, 16 tytułów publikacji książkowych przygotowanych pod względem redakcyjno-edytorskim, 14 artykułów i rozpraw, 7 recenzji i sprawozdań, 4 pozycje popularnonaukowe, 47 artykułów encyklopedyczno-słownikowych, 7 prac o tematyce językoznawczej; w dwóch ze swych książek występował Wiktor Jakubowski także jako tłumacz tekstów staroruskich”, m.in.:
- Słownik rosyjsko-polski i polsko-rosyjski, cz. 1–2, oprac. Wiktor Jakubowski, Warszawa 1946–1947.
- Lew Tołstoj, Sonata Kreutzerowska i inne opowiadania, tł. Wiktor Jakubowski, Grzegorz Timofiejew, Poznań 1949.
- Anton Czechow, Opowiadania, tł. Z. Kołaczkowska, oprac. Wiktor Jakubowski, Kraków 1949 (kilka wydań).
- Włodzimierz Gałecki, Wiktor Jakubowski, Tadeusz Lehr-Spławiński, Gramatyka języka rosyjskiego, Warszawa 1950 (kilka wydań).
- Wiktor Jakubowski, Zwięzła gramatyka języka rosyjskiego, Kraków 1951.
- Atanazy Nikitin, Wędrówka za trzy morza, przeł. Helena Willman-Grabowska, wstępem i objaśnieniami zaopatrzyli Wiktor Jakubowski i Helena Willman-Grabowska, (BN, seria II, nr 72), Ossolineum 1952.
- Wiktor Jakubowski, Język rosyjski dla samouków, Warszawa 1953 (kilka wydań).
- Aleksander Radiszczew, Podróż z Petersburga do Moskwy, przeł. Seweryn Pollak, oprac. Wiktor Jakubowski, (BN, seria II, nr 87), Ossolineum 1954.
- Antologia literatury rosyjskiej XVIII wieku, cz. 1–3 (6 woluminów), oprac. Wiktor Jakubowski, Warszawa 1954–1959.
- Aleksander Gribojedow, Mądremu biada. Komedia w czterech aktach, przeł. Julian Tuwim, wstępem i objaśnieniami opatrzył Wiktor Jakubowski, (BN, seria II, nr 124), Ossolineum 1960.
- Michał Lermontow, Hiszpanie. Tragedia w pięciu aktach, Maskarada. Dramat w czterech aktach wierszem, przeł. Jerzy Zagórski, wstępem i objaśnieniami opatrzył Wiktor Jakubowski, (BN, seria II, nr 141), Ossolineum 1963.
- Michał Lermontow, Bohater naszych czasów, przeł. Wacław Rogowicz, wstępem i objaśnieniami opatrzył Wiktor Jakubowski, (BN, seria II, nr 153), Ossolineum 1966.
- Zofia Tołstojowa, Pamiętniki, wybór i przekł. Maria Leśniewska, przedm. i przypisy Wiktor Jakubowski, Kraków 1968.
- Mikołaj Leskow, Utwory wybrane, przeł. Jerzy Wyszomirski, Julian Tuwim, Nadzieja Drucka, oprac. Wiktor Jakubowski, (BN, seria II, nr 164), Ossolineum 1970.
- Literatura rosyjska. Podręcznik, red. Marian Jakóbiec, tom I–II, Warszawa 1970–1971 [współautor].
- Literatura staroruska. Wiek XI–XVII. Antologia, oprac. Wiktor Jakubowski i Ryszard Łużny, Warszawa 1971 (kilka wydań).
- Żywot Protopopa Awwakuma przez niego samego nakreślony i wybór innych pism, przeł. oraz wstępem i komentarzem opatrzył Wiktor Jakubowski, Ossolineum 1972.
- Michał Lermontow, Wybór poezji, przeł. Leo Belmont i in., wstępem i komentarzami opatrzył Wiktor Jakubowski, (BN, seria II, nr 173), Ossolineum 1972.
- Wiktor Jakubowski, Michał Lermontow, (Nauka dla Wszystkich, nr 182), Warszawa – Kraków 1972.
- Lew Tołstoj, Dzienniki 1847–1894, t. 1–2, przekł. Maria Leśniewska, przedm. Wiktor Jakubowski, Kraków 1973.
- Historia literatury rosyjskiej, red. Marian Jakóbiec, tom I–II, wyd. II zmienione, Warszawa 1976 [współautor].

## Ordery i odznaczenia
- Złoty Krzyż Zasługi (28 września 1954)[15]
- Medal 10-lecia Polski Ludowej (15 stycznia 1955)[16]